# Будожеље
Будожеље је насељено мјесто у општини Вареш, ФБиХ, Босна и Херцеговина. Село Будожеље удаљено је око 10 км од Вареша зрачне линије у правцу југоистока.
У средњем вијеку, подручје Вареша је било у саставу жупе Трстивница и Видогошћа. Називи са топонимима као што су: село Сасине, Шашки До и Шашки поток који кроз њега протиче упућују на закључак да су Саси били присутни и на подручју Вареша у средњем веку. Неки изрази који су се користили у рударској и ковачкој терминологији нпр рудар тј рупа из које се вадила руда у Варешу звала се орат (од немачког орт), што иде у прилог чињеницама о присуству Саса.
На ширем подручју насеља забележене су некрополе са стећцима и старим нишама на четири локалитета. На сједници Комисије за очување националних споменика одржаној од 20. до 26. јануара 2009. године проглашени су националним спомеником Босне и Херцеговине.  У центру насеља на локалитету Главица или Хрид налази се некропола са 36 стећака (34 сандука и 2 сљемењака). У правцу севера, на удаљености од 30 м од некрополе ваздушне линије, налазе се три старе нише на локалитету Громиле.
Друга некропола се налази на локалитету Вишгребље или Јабука (око 700 м источно од локалитета Главица или Хрид) са 30 стећака (23 сандука и 7 сљемењака). На месном гробљу, поред нових ниша, налази се око 20 старих ниша једноставне обраде, видно оштећених због старости, без натписа. Већина њих је потонула у земљу или је оборена. На једном призору је забележена година (1719/20), а на другом натпис из 1884/85.
Трећа некропола се налази на локалитету Солила или Тржан (око 500 м источно од локалитета Јабука) са 12 стећака (8 сандука и 4 сљемењака).
Четврти локалитет Врх удаљен је око 300 м од локалитета Солила у правцу истока, гдје се налазе два стећка у виду сљемењака.

## Становништво
Према попису становништва из 2013. живјело је око 698 житеља.